# Syd for Fyn
|  | Denne artikel er oprettet af botten Steenthbot ud fra en ekstern database. Den kan derfor have sproglige fejl eller mangler. Denne skabelon kan fjernes efter kontrol af indholdet. |

Syd for Fyn er en dansk dokumentarfilm fra 1962 instrueret af Ebbe Larsen efter eget manuskript.

## Handling
Øerne i det sydfynske øhav beskrives.